# Mandy Jones
Mandy Jones (Manchester, 24 maart 1962) is een wielrenner uit Verenigd Koninkrijk.
Bij de wereldkampioenschappen wielrennen 1980 op de weg werd Jones derde, en in 1982 werd ze wereldkampioene bij de elite. 
In 1981 en 1983 werd Jones Brits kampioenschap wielrennen op de weg. 